# 红脉眼蝶属
红脉眼蝶属（学名：Idioneurula）是科的一属。

## 下属物种
本属包括以下物种：
- Idioneurula donegani Huertas & Arias
- Idioneurula erebioides Felder, 1867